# Luis de Guzmán Ponce de Leon
Luis de Guzmán Ponce de Leon, noto in Italia anche come don Luigi Guzman Ponce di Leone (Marchena, 11 giugno 1605 – Milano, 29 marzo 1668), è stato un generale e politico spagnolo, conte di Villaverde. Dal 1662 fu governatore del Ducato di Milano.

## Biografia
Luis de Guzmán Ponce de Leon era il figlio secondogenito di Luis Ponce de León y de Zúñiga, VI marchese di Zahara, e di sua moglie Victoria Álvarez de Toledo y Colonna, figlia del viceré Pedro Álvarez de Toledo y Colonna, marchese di Villafranca. Per parte paterna egli era nipote del III duca di Arcos, Rodrigo Ponce de León (1545-1630).
Egli iniziò la propria carriera militare in Valtellina come capitano nel 1625 e durante la riconquista di Genova dopo gli attacchi francesi. Il 20 settembre 1629 ottenne la regia patente per poter costituire un proprio reggimento di fanteria reclutato in Andalusia e Murcia. Prese parte nel 1630 al secondo assedio di Casale Monferrato. L'anno successivo passò nelle Fiandre per il "camino español", servendo agli ordini del marchese di Santa Cruz, assieme ai condottieri italiani Andrea Cantelmo e Giambattista Panigarola. In questo ambito prese parte agli scontri di Bruges, nel Palatinato, a Maastricht per poi tornare in Spagna il 23 novembre 1632.
Nel 1635 fu nuovamente in Italia al seguito del marchese di Leganés che nel maggio del 1637 lo designò quale successore di Juan de Garay Otáñez y Rada per mandare in Lombardia le proprie truppe in sostegno delle operazioni belliche di quegli anni. Tuttavia gli antichi privilegi evocati da Juan de Garay Otáñez y Rada costrinsero ben presto il governatore ad allontanare Guzmán Ponce de Leon che venne inviato in Alsazia come generale di cavalleria al comando del duca di Lorena, ove venne coinvolto nella campagna del Lussemburgo e nell'assedio di Arras.
Nel 1642 fece ritorno in Spagna ove venne designato alla carica di commissario generale della cavalleria spagnola e prestò servizio in Catalogna sino al maggio del 1646 quando venne nominato viceré di Navarra alla morte di Andrea Cantelmo. Nel 1648, alla morte di Diego López de Haro y Sotomayor, V marchese del Carpio, re Filippo IV di Spagna lo nominò capitano della compagnia della sua "Guardia spagnola", impiego che ovviamente gli fruttò anche il titolo di gentiluomo di camera del sovrano oltre a divenire membro del consiglio di stato per la guerra. Nel 1662 venne infine destinato ad occupare l'incarico di governatore del Ducato di Milano trasferendosi nuovamente in Italia dal 5 giugno di quell'anno.
Morì a Milano il 29 marzo 1668.